# Championnats du monde de gymnastique acrobatique 1980
Navigation
Édition précédente Édition suivante
Les championnats du monde de gymnastique acrobatique 1980, quatrième édition des championnats du monde de gymnastique acrobatique, ont eu lieu du 16 au 22 septembre 1980 à Poznań, en Pologne.